# Isocetus
Isocetus — вимерлий рід вусатих китів, що належить до клади Thalassotherii. Залишки були знайдені в морських відкладеннях середнього міоцену в Бельгії.

## Опис
Стіман (2010) вважав Isocetus nomen dubium, але Бісконті та інші розглядали його як окремий вид (2013) на основі характерів виростка нижньої щелепи та зубного ряду. Повний екземпляр з Бельгії, раніше віднесений до Isocetus depauwi Абелем (1938), тепер є голотипом виду Parietobalaena campiniana.